# قیام ۳۰ تیر

تیر اندازی به معترضان در ۳۰ تیر ۱۳۳۱

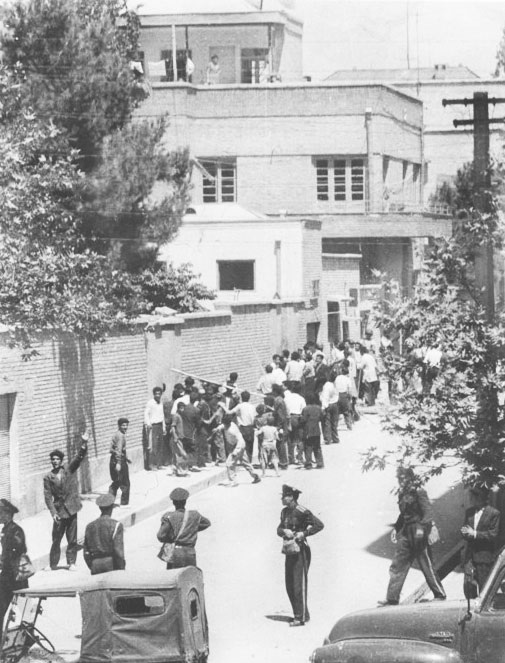
رویارویی شهربانی و معترضان در ۳۰ تیر ۱۳۳۱

قیام ۳۰ تیر ۱۳۳۱، قیامی بود که پس از استعفای محمد مصدق از نخست‌وزیری و در زمان نخست‌وزیری احمد قوام و با حکم جهادی سید ابوالقاسم کاشانی در سراسر ایران رخ داد.
یک سال پس از این رویداد به دستور محمد مصدق روز ۳۰ تیر تعطیل رسمی اعلام شد.

## پیشینه
مصدق در اردیبهشت ۱۳۳۰ نخست‌وزیر شد. انتخابات دورهٔ هفدهم مجلس شورای ملی (پاییز و زمستان ۱۳۳۰) به دلیل مداخله‌های ارتش شاهنشاهی و دربار به درگیری کشید و کار به جایی رسید که پس از انتخاب ۸۰ نماینده، محمد مصدق دستور توقف انتخابات حوزه‌های باقی مانده را صادر کرد.
محمد مصدق برای جلوگیری از کارشکنی‌های ارتش و دربار، درخواست انتقال وزارت جنگ به دولت را از محمدرضا پهلوی نمود. مصدق استدلال نمود که برخلاف  قانون اساسی مشروطه،  تعیین وزیر جنگ باید بر عهده او یعنی نخست‌وزیر باشد نه شاه تا نخست‌وزیر بتواند مستقیماً بر اعمال وزیر نظارت کند. پس از سه روز مذاکره، شاه درخواست مصدق را نپذیرفت و مصدق در ۲۵ تیر ۱۳۳۱ پس از نزدیک به ۱۵ ماه، از نخست‌وزیری استعفا داد. مجلس شورای ملی سپس احمد قوام را به نخست‌وزیری انتخاب و محمد رضا شاه پهلوی فرمان نخست‌وزیری را به نام قوام صادر کرد و او با صدور بیانیه ای تهدیدآمیز با عنوان «کشتی‌بان را سیاستی دیگر آمد»، نخست‌وزیری خود را اعلام نمود.

## کشته‌شدگان

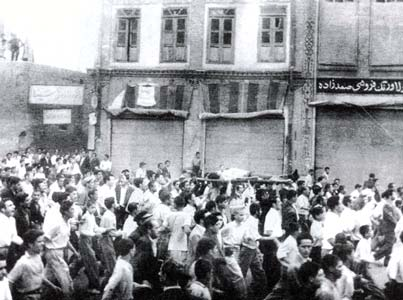
تشییع پیکر یکی از کشته‌شدگان

شهربانی شمار کشته‌شدگان درگیری‌ها در تهران را ۲۱ تن اعلام کرد درحالی‌که در اسنادی دیگر شمار کشته‌ها تا ۶۳ تن هم اعلام شده‌است. با این همه، از کشته‌شدگان آمار دقیقی در دست نیست. بیشتر آنان در گورستان ابن بابویه در تهران به خاک سپرده شدند. مصدق نیز هنگامی که در سال ۱۳۴۵ درگذشت، وصیت کرده بود که در کنار آنان به خاک سپرده شود ولی با مخالفت محمد رضا شاه این کار انجام نشد. پس از قیام ۳۰ تیر ۱۳۳۱ و با بازیابی قدرت از سوی دولت مصدق، مجلس شورای ملی عنوان «شهید راه وطن» را برای کشته‌شدگان تصویب کرد و برای آن‌ها در گورستان ابن بابویهٔ تهران محوطهٔ ویژه را در نظر گرفت که هم‌اکنون در این محوطه ۲۵ آرامگاه وجود دارد.

## یادبود
پس از انقلاب ۱۳۵۷ برای یادبود کشته‌شدگان این روز، خیابان قوام‌السلطنه در تهران به نام خیابان سی تیر نامگذاری شد.

## نگارخانه

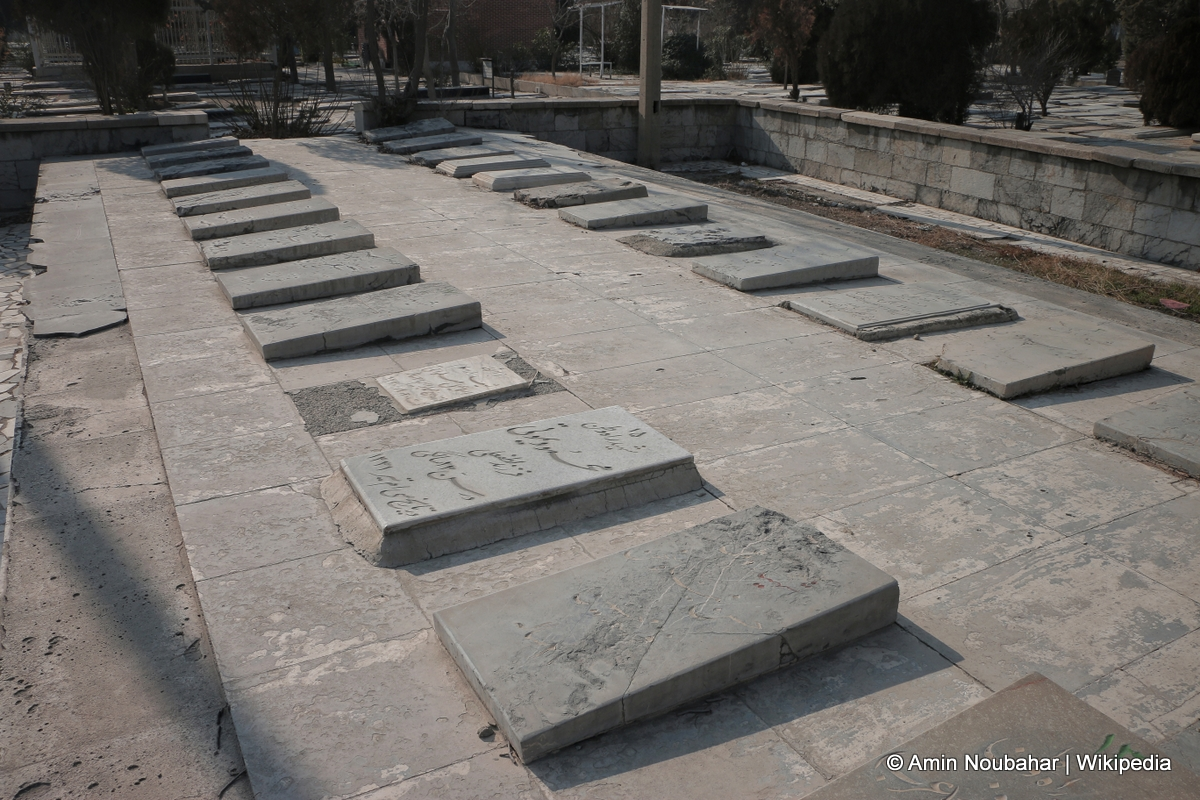
نمایی از قبرهای کشته‌شدگان قیام ۳۰ تیر در گورستان ابن‌بابویه
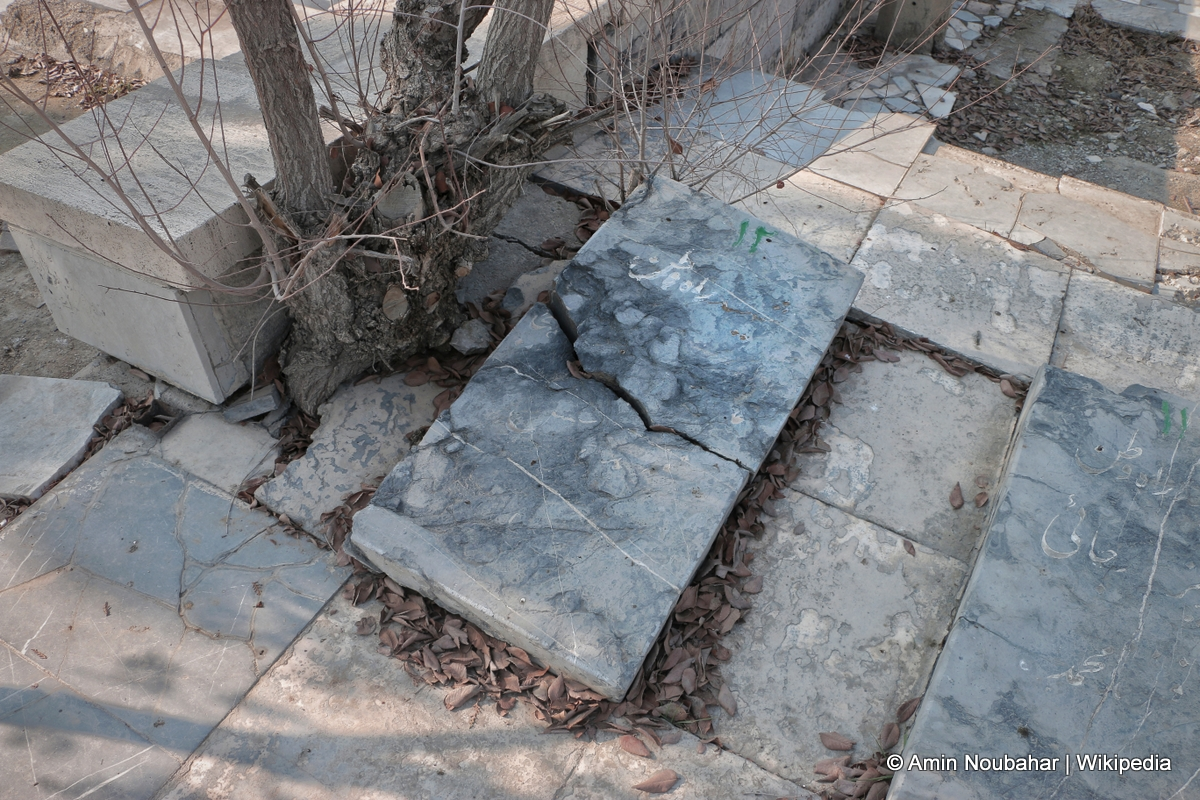
سنگ قبر یکی از کشته‌شدگان قیام ۳۰ تیر در گورستان ابن‌بابویه
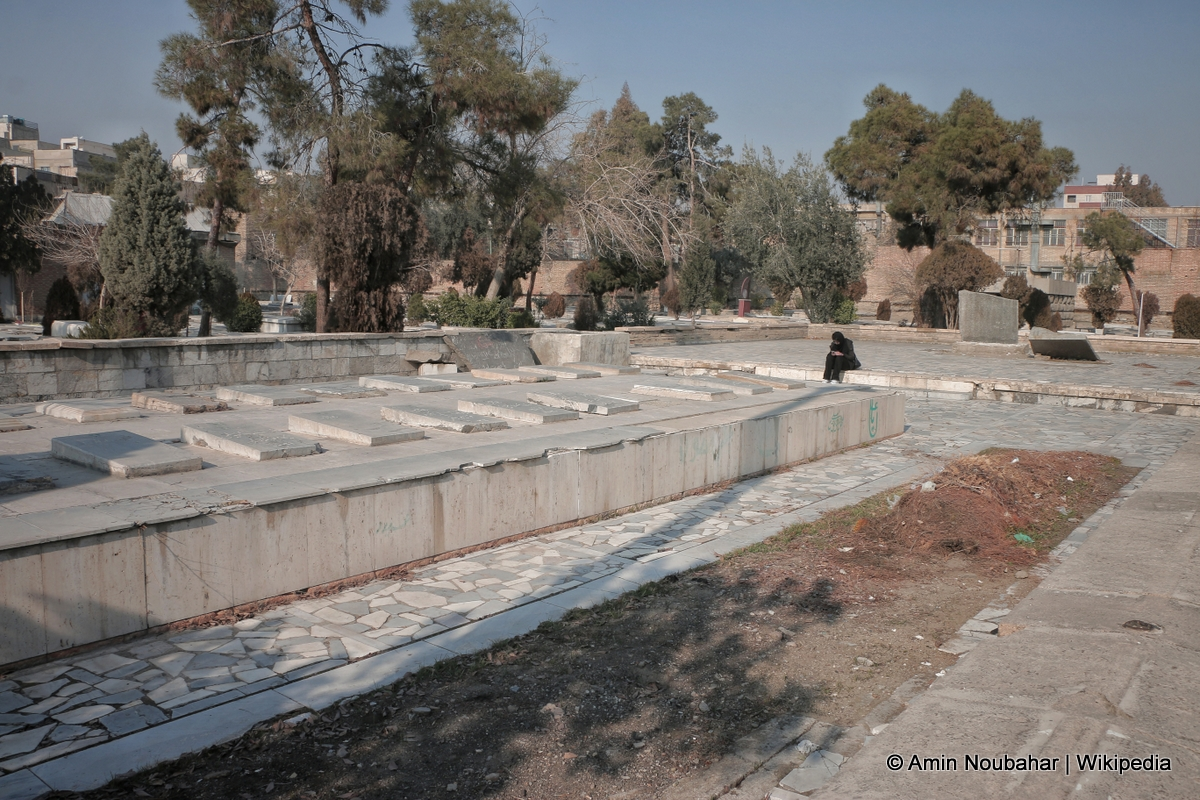
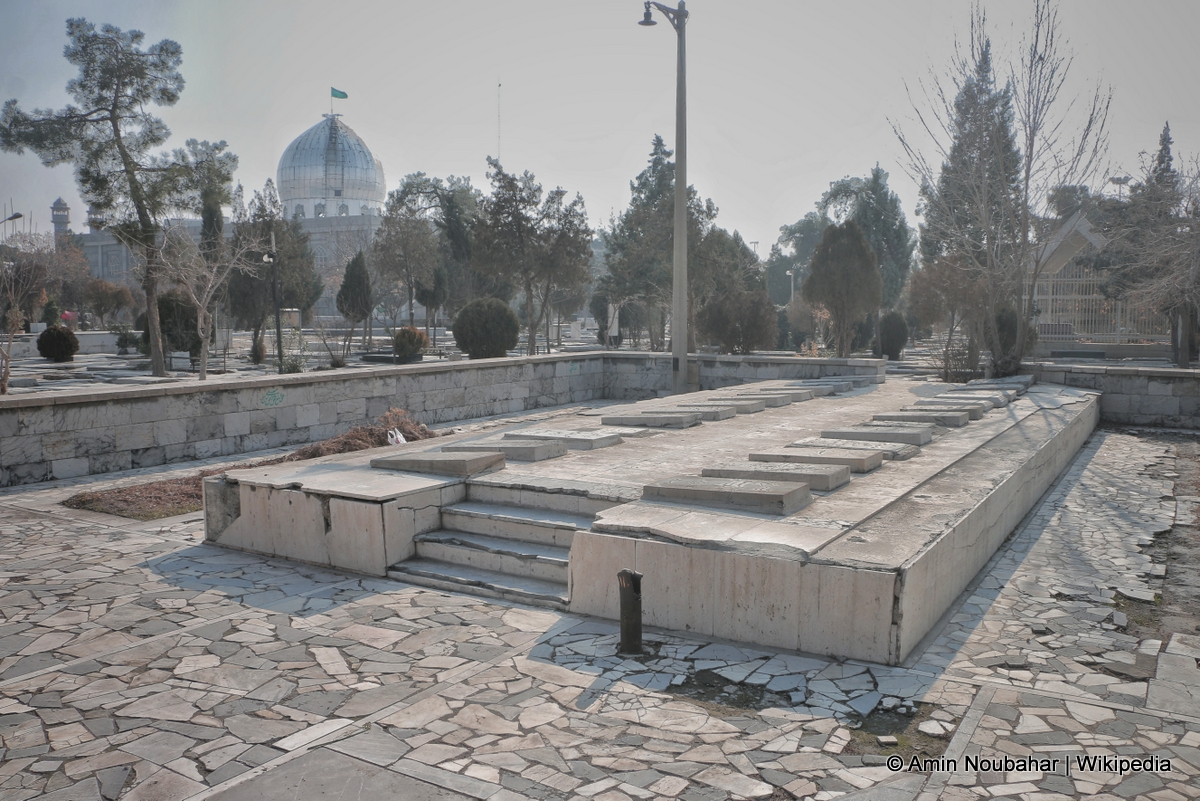
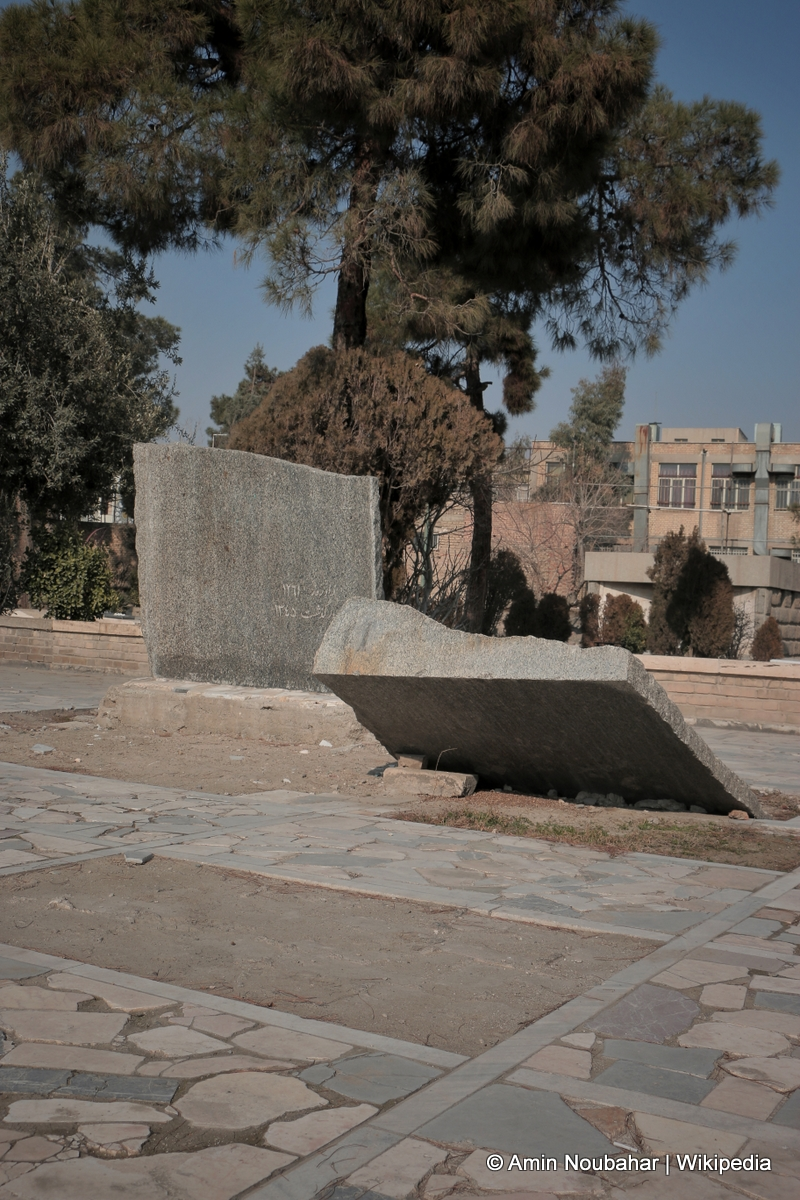
یادمان شکسته‌شدهٔ محمد مصدق در گورستان ابن‌بابویه که وصیت کرده بود در کنار قبور کشته‌شدگان ۳۰ تیر دفن شود.
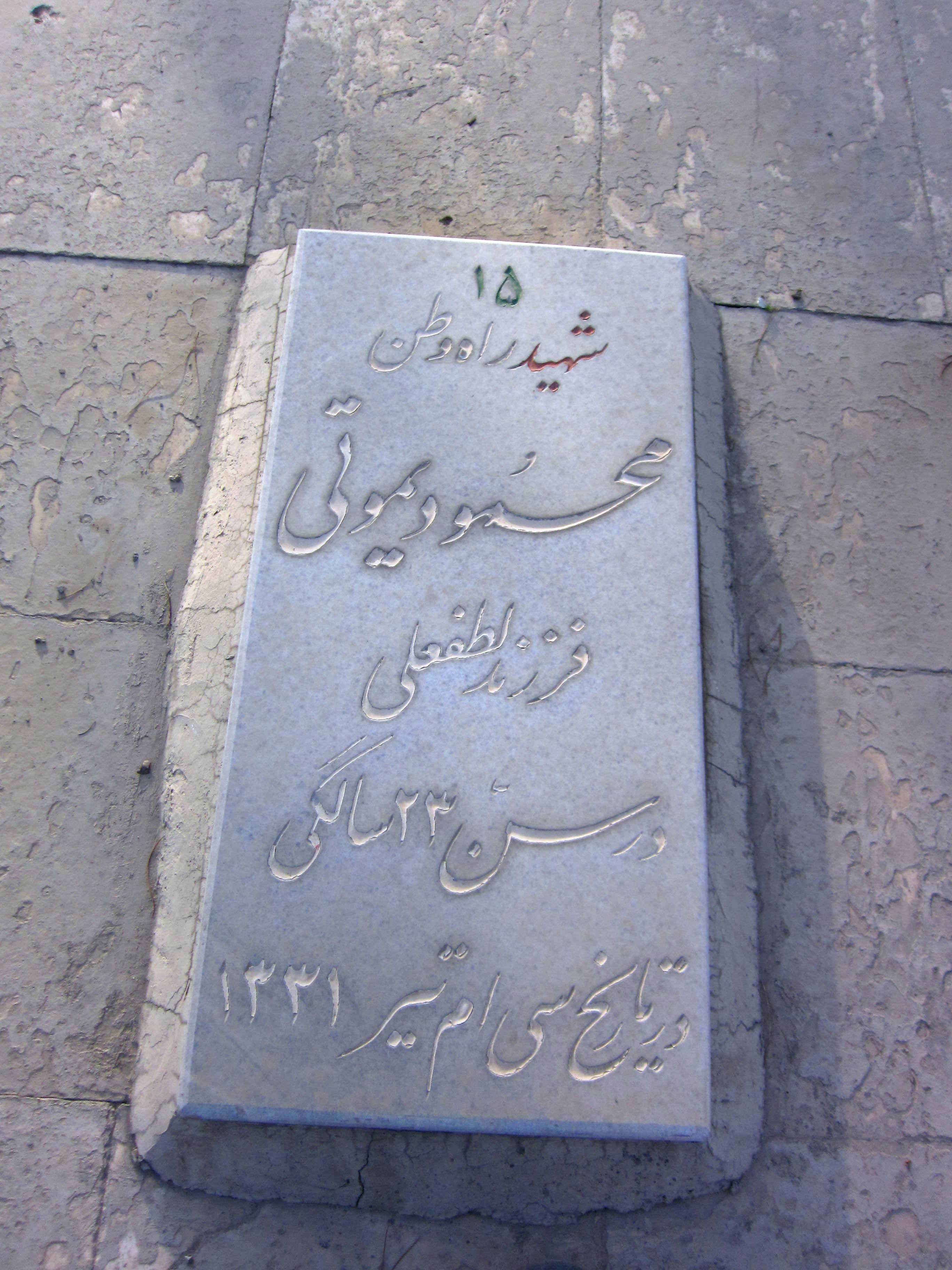
آرامگاه یکی از کشته‌شدگان، بر روی آن نوشته شده‌است: «شهید راه وطن»